# 国王秘書長官 (イングランド)
国王秘書長官（こくおうひしょちょうかん、英: Principal Secretary of State）は、かつてイングランド王国に置かれた役職。国務卿、国務大臣とも訳される。
王の政治的補佐が仕事だったが、17世紀に北部担当国務大臣（Secretary of State for the Northern Department）と南部担当国務大臣（Secretary of State for the Southern Department）に分離し、その後さらに分化が進んだ。現代では、内閣の構成員の大部分がSecretary of Stateであり、閣内大臣などと訳される。

## 歴史
大法官の国璽の管理に対して、王の私的な印章である王璽を管理する王璽尚書があるが、王璽とは別に王の身近な印章である御璽（シグネット）を管理する役職に国王秘書官（King's Secretary）があった。御璽の起源はエドワード2世の治世であるが、政府の批判・監視を主張した議会の統制を嫌い寵臣政治に傾いたリチャード2世は宮廷財務室と国王秘書官室を活用、後者に属する国王秘書官は御璽で発行された王の意思表示である御璽令状作成に当たった。後にこの役職は国王秘書長官へと発達していった。15世紀にはフランス問題を担当するもう1人の秘書官が設けられたが、職務は王の手紙の下書き・代筆が主な仕事の私的秘書に留まり、要職・高官とは言えなかった。
国王秘書長官の役割を引き上げたのが、1534年から1540年まで在職したトマス・クロムウェルである。ヘンリー8世の側近として台頭したクロムウェルは、国王秘書長官が王の身近に仕える立場上、王から外交・内政の助言を求められる点と、国内外の情報が真っ先にかつ大量に集められる重要な官職にもかかわらず、二流と見られたため権限が明確でない点に着目、自分の実務能力と王の信任を武器に、外交・内政の重要問題の決定権をこの官職に集中させて、両方を統括する要職へと引き上げた。これにより、従来の代筆と枢密院会議の議事録作成に加え、王が枢密院会議を欠席した場合は議事を王へ報告する仕事も含まれ、王の手足となり統治の補佐をするようになった。
国王秘書長官の地位上昇はクロムウェルの力量に依存していたため、彼が1540年に失脚すると影響力を失ったが、同年にヘンリー8世が首席秘書官（Principal Secretary）を設置、16世紀後半にエリザベス1世の側近であるバーリー男爵ウィリアム・セシルとソールズベリー伯ロバート・セシルの父子とフランシス・ウォルシンガムらが国王秘書長官に就任したことにより、外交・内政の影響力を取り戻した（ただし国王秘書長官に直属の組織はなく、実際に仕事に当たったのはそれぞれの私設秘書だった）。1660年に国王秘書長官は北部担当国務大臣と南部担当国務大臣に分離、以後はそれぞれの管轄でヨーロッパ各国の外交を担当、内政について助言する役割も受け継がれていった。

## 一覧

### プランタジネット朝
- ジョン・マンセル（英語版）（1253年 - 1263年?）
- フランシスクス・アックルシウス（英語版）（1277年? - 1282年?）
- ジョン・ド・ベンスティディ（英語版）（1299年）
- ウィリアム・メルトン（英語版）（1308年）
- ウィリアム・トラッセル（英語版）（1327年 - 1347年）
- ウィカムのウィリアム（1360年）
- ロバート・ブレイブルック（英語版）（1379年）

### ランカスター朝・ヨーク朝
- ジョン・プロフィット（英語版）（1402年 - 1412年）
- ジョン・ストーン（1415年 - 1420年?）
- ジョン・カステル（英語版）（1420年）
- ウィリアム・アニック（英語版）（1420年? - 1422年?）
- ウィリアム・ヘイトン（? - 1432年）
  - ジェームズ・ルネイン（1434年 - 1443年） - フランス王国における国王秘書官
  - ジョン・リヴル（1434年 - 1442年） - フランス王国における国王秘書官
- トマス・ベッキントン（英語版）（1439年 - 1443年）
- トマス・マニング（1460年 - 1464年）
- ウィリアム・ハッテクリフ（英語版）（1464年? - 1480年）
- オリバー・キング（英語版）（1480年 - 1483年）
- ジョン・ケンダル（英語版）（1483年 - 1485年）

### テューダー朝
- リチャード・フォックス（英語版）（1485年 - 1487年）
- オリバー・キング（1487年 - 1492年） - 推定
- トマス・ルソール（英語版）（1500年 - 1516年）
- リチャード・ペイス（英語版）（1516年 - 1526年）
- ウィリアム・ナイト（英語版）（1526年 - 1528年）
- スティーブン・ガーディナー（1528年 - 1534年）
- トマス・クロムウェル（1534年 - 1540年）
- トマス・リズリー（英語版）（1540年 - 1544年）
- ラルフ・サドラー（英語版）（1540年 - 1543年）
- ウィリアム・パジェット（英語版）（1543年 - 1548年）
- ウィリアム・ピーター（英語版）（1544年 - 1557年）
- トマス・スミス（英語版）（1548年 - 1549年）
- ニコラス・ウォットン（英語版）（1549年 - 1550年）
- ウィリアム・セシル（1550年 - 1553年）
- ジョン・チーク（英語版）（1553年）
- ジョン・ボーン（英語版）（1553年 - 1558年）
- ジョン・ボックスオール（英語版）（1557年 - 1558年）
- ウィリアム・セシル（1558年 - 1572年）
- トマス・スミス（1572年 - 1576年）
- フランシス・ウォルシンガム（1573年 - 1590年）
- トマス・ウィルソン（英語版）（1577年 - 1581年）
- ウィリアム・デヴィソン（英語版）（1586年 - 1587年）
- ロバート・セシル（1596年 - 1612年）
- ジョン・ハーバート（英語版）（1600年 - 1617年）

### ステュアート朝
- ロチェスター子爵ロバート・カー（1612年 - 1614年）
- ラルフ・ウィンウッド（英語版）（1614年 - 1617年）
- トマス・レイク（英語版）（1616年 - 1619年）
- ロバート・ナントン（英語版）（1618年 - 1623年）
- ジョージ・カルバート（英語版）（1619年 - 1625年）
- エドワード・コンウェイ（英語版）（1623年 - 1628年）
- アルバータス・モートン（英語版）（1625年）
- ジョン・コーク（英語版）（1625年 - 1640年）
- ダドリー・カールトン（英語版）（1628年 - 1632年）
- フランシス・ウィンドバンク（英語版）（1632年 - 1640年）
- ヘンリー・ベイン（1640年 - 1641年）
- エドワード・ニコラス（1641年 - 1646年）
- フォークランド子爵ルーシャス・ケアリー（1642年 - 1643年）
- ディグビー男爵ジョージ・ディグビー（英語版）（1643年 - 1645年）

### 共和制・護国卿時代
- トマス・スコット（英語版）（1649年 - 1652年）
- ジョン・サーロー（英語版）（1652年 - 1660年）

以後は北部担当国務大臣・南部担当国務大臣を参照。